# 池田雅雄
池田 雅雄（いけだ まさお、1915年1月19日 - 1988年11月27日）は、日本のジャーナリスト、相撲評論家である。
長年にわたり、ベースボール・マガジン社の雑誌『相撲』の編集者・顧問として幅広く相撲研究に取り組み、多くの記事やエッセイを著した。本名での執筆とともに、〈国立浪史〉〈葛飾太郎〉のペンネームもしばしば使用した。奈良県桜井市出雲名誉区民、実兄はベースボール・マガジン社創設者の池田恒雄、息子は早稲田大学教授の池田雅之、姪はエッセイストの工藤美代子、姪は池田晶子、從孫は産経新聞記者の猪谷千香。

## 来歴・人物
東京市本所区南二葉町（現在の墨田区亀沢）出身。「相撲の神様」として有名な野見宿禰神社の近くで育ち、少年時代は本場所前に相撲部屋の親方に連れられて必勝祈願に参詣するのを楽しみにしていたという。近所には江戸時代嘉永年間生まれの老人がいて、間接的にだが伝説の強豪力士「雷電為右衛門」の相撲の実見談を聞かされた事もある（老人は雷電の相撲を実見していた祖父から聞かされた）。日本大学芸術学部中退後、1937年、博文館に入社。『野球界』相撲号の編集者、1942年『東亜新報』の新聞記者として中国河北省石門支社へ赴任、1946年帰国。
1949年、ベースボール・マガジン社に入社。大日本相撲協会（現・日本相撲協会）機関誌『相撲』の編集に従事し、1955年から1966年まで相撲博物館館員として『日本相撲史』編纂委員を務めた。その後は月刊『相撲』の編集長、顧問を歴任した。講談や物語に彩られていた相撲の歴史や、荒唐無稽なまでに流布されている相撲の故実を科学的・客観的な視点から解説し、丹念な資料収集に基く読み物を数多く執筆した。『相撲』でも「歴代横綱正伝」（1971年～1981年、初代明石から53代琴櫻まで）、「物知り帖」（1974年～1986年、のちに、『大相撲ものしり帖』として単行本化）などを連載している。また同誌上において亡くなる直前まで、読者からの質問コーナーである「質疑応答」欄を担当した。相撲の基礎知識から専門的な領域に至るまで懇切丁寧な回答ぶりで、読者に好評だった。
1988年11月27日21時4分、脳梗塞のため死去。73歳没
。

## 著書
- 『土俵今昔―名勝負物語』人物往来社 1967年
- 『相撲の歴史』平凡社カラー新書 1977年
  - 改訂版『大相撲史入門』角川ソフィア文庫 2020年。解説谷口公逸
- 『大相撲ものしり帖』ベースボール・マガジン社 1990年
- 『相撲開祖野見宿禰と大和国出雲村』池田雅之・谷口公逸編
相撲開祖野見宿禰顕彰会 1985年。彩流社 2006年
- 編者代表『相撲百年の歴史』講談社 1970年。復刻・日本図書センター 2014年